# 橫琴北站
橫琴北站是珠機城際鐵路的地下車站，位於广东省横琴粤澳深度合作区金融島下方，于2020年8月18日启用，2024年2月26日起暂停客运服务。

## 車站結構

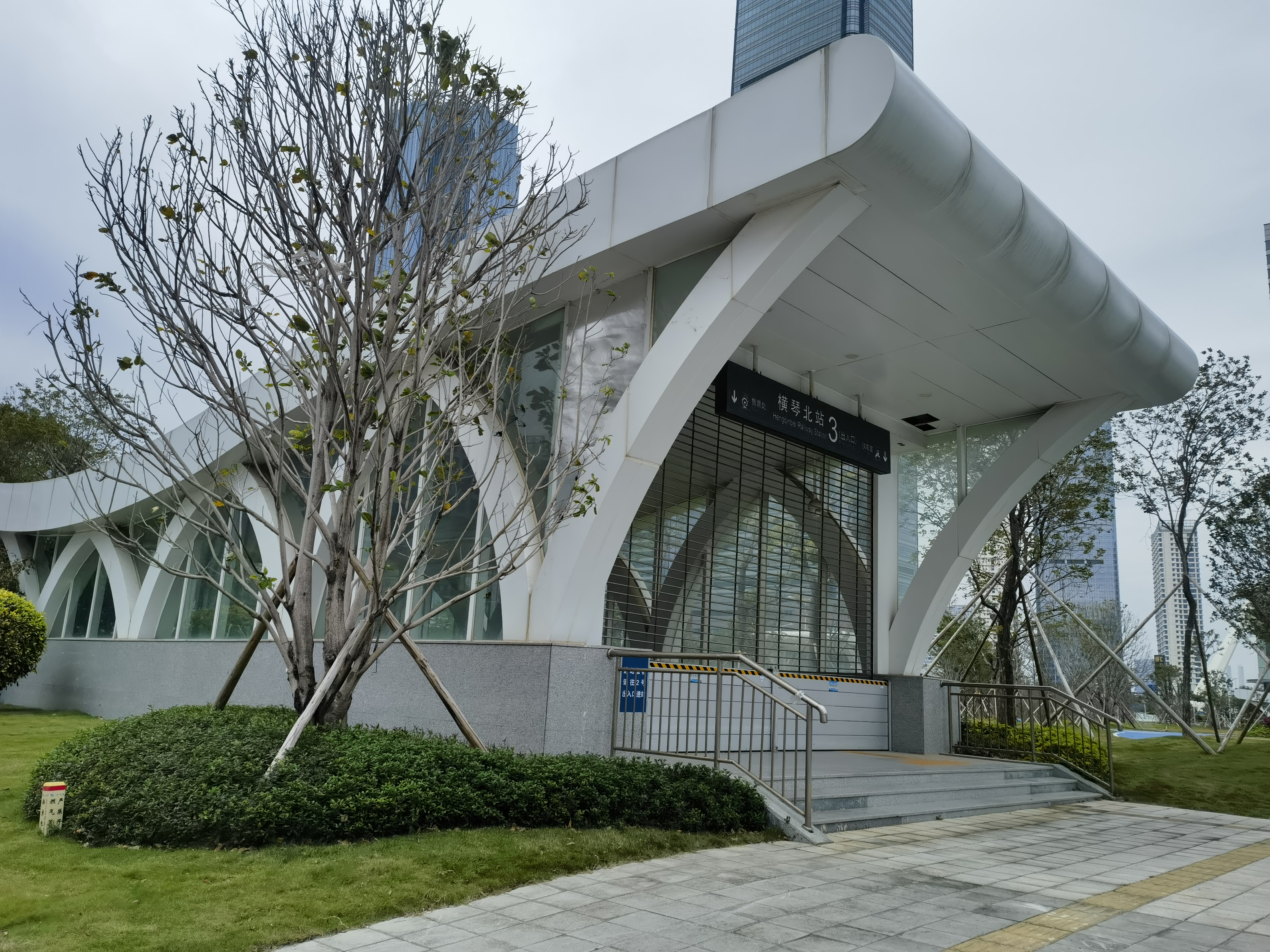
3出口（未开放）

本站为地下三层明挖岛式车站，系珠机城际一期最深的车站。
|          | 站厅层   | 进站口、出站口、售票处、候车厅      |  |  |
| 地下三层 | 1站台    | 珠机城际 珠海机场方向（下站：横琴） |  |  |
|          | 岛式站台 |                                     |  |  |
|          | 2站台    | 珠机城际 珠海方向（下站：十字门）   |  |  |

## 历史
本站前稱金融島站，後更為現名。
车站于2014年2月进场施工，同年11月26日完成地下连续墙施工。2015年11月2日主体结构封顶，为全线首座封顶车站。
2020年8月18日，车站随珠機城際铁路開通同步啟用。
因应横琴粤澳深度合作区即将封关运作，而本站未增设海关查验设施，故自2024年2月26日起暂停客运服务。

## 接驳交通
- Z51路（横琴口岸西-琴海西路总站）